# Prohierodula ornatipennis
Prohierodula ornatipennis es una especie de mantis de la familia Mantidae.

## Distribución geográfica
Se encuentra en Ghana, Costa de Marfil, Congo,  Nigeria, Sierra Leona y la isla de Bioko.